# Oriol Torres Ustrell
Oriol Torres Ustrell (Sabadell, España, 17 de mayo de 1991) es un futbolista español. Juega de portero y su equipo actual es el Club Deportivo Olímpic de Xàtiva de la Segunda División B de España.

## Características
Procedente del Juvenil A del Real Madrid (y anteriormente, de la cantera del FC Barcelona), ficha por el CE Sabadell el 8 de julio de 2010, en el que padecería una lesión casi a final de temporada, pero con el que lograría el ascenso del equipo a Segunda división.

## Clubes
| Club                             | País   | Temporada | Partidos | Goles |   |   |
| -------------------------------- | ------ | --------- | -------- | ----- | - | - |
| CE Sabadell                      | España | 2010-2011 | 0        | 0     | 0 | 0 |
| CE Sabadell                      | España | 2011-2012 | 0        | 0     | 0 | 0 |
| Centre d'Esports L'Hospitalet    | España | 2012      | 0        | 0     | 0 | 0 |
| Club Deportivo Olímpic de Xàtiva | España | 2013      | 0        | 0     | 0 | 0 |